# Рубен Дарио
Рубен Дарио (на испански: Rubén Darío), с пълно име Феликс Рубен Гарсия и Сармиенто (Félix Rubén García y Sarmiento) е никарагуански писател (поет, есеист), работил също като аржентински кореспондент и колумбийски дипломат.
Счита се, че неговите творби са допринесли с голям тласък за движението в края на XIX век в литературата на испански език и от Латинска Америка, наречено Модернизъм или Испанско модернистично движение.
Роден е на 18 януари 1867 г. в Метапа, Никарагуа. Израства като сирак в дома на леля си и още от най-ранна възраст показва изумителна способност за изразяване в стихове. Ранното му йезуитско обучение изглежда е оказало слабо влияние върху последващото му поведение, освен само да засили наклонностите му към мистичното.
На 13 г. публикува първото си стихотворение с подписа на Рубен Дарио като придобива по-мелодичното фамилно име на прадядо си по бащина линия.

## Ранна кариера
Като интелигентно, будно и суеверно момче Дарио е взет от приятели в столицата Манагуа през 1881 г. В опит да се осуети обявеният план за женитба на 14 г. е изпратен в Ел Салвадор. Там се среща с поета Франциско Гавидия, който го запознава с френската литература и го въвежда в нови стилове на стихосложението. През 1884 г. Дарио се връща в Манагуа, където работи в Националната библиотека, учи френски език и си изгражда интензивна програма за литературно обучение.
В първия том от поезията му, „Primeras Notas“ (1885, „Първи бележки“), неговите либерални нагласи са ясно изразени. През 1886 г., надявайки се да намери по-стимулираща литературна среда, заминава за Валпараисо, Чили, където пише за вестник „La Epoca“ („Епохата“). Вече научил френски, започва да чете френските символистически и парнасиански (посветени на музите) поети, което оказва основно влияние върху творчеството му през следващите години.
„Azul“ („Синьо“, от 1888 г.) е сборник от проза и поезия, които е написал по време на престоя си в Чили. Елегантността и изискаността на стила му са поразително свежи на испански език. Нормално „Azul“ се счита за първата книга от испанско-американската литературна тенденция, определена като модернизъм, който въвежда нови форми и стандарти за изразяване и извършва виртуално обновяване на испанския литературен стил в Америка.

## Пътувания
Следващите пътувания на Дарио са почти толкова повлияващи, колкото и творбите му в популяризирането на новата тенденция. Той се връща в Централна Америка през 1889 г. и основава вестник „Ел Салвадор“, както и друг в Гватемала през 1890 г.
Жени се за първи път през 1890 г. и се установява в Коста Рика през 1891 г. Прави първите си посещения в Европа през 1892 – 1893 г. Връща се от второто пътуване в Буенос Айрес, където е изпратен като консул на Колумбия.
Въпреки че скоро губи това назначение, остава в Аржентина до 1898 г. Публикува важни свои творби – „Los raros“ (1896, „Редките“), сборник с есета за писатели, на които Дарио се е възхищавал; творбата „Prosas profanas“ (1896), която утвърждава спечелената литературна територия от движението на модернизма, който вече се култивира от поети по цяла Испанска Америка.
През 1898 г. вестник „La Nación“ („Нацията“) от Буенос Айрес, с който Дарио е свързан от 1889 г., го изпраща в Испания като кореспондент. Скоро е прехвърлен в Париж, който се превръща в център на дейността му в продължение на почти 5 г. В най-зрялата му стихосбирка „Cantos de vida y esperanza“ (1906, „Песни от живота и надеждата“) голяма част от повърхностния блясък на по-ранната му работа е заменен от по-сериозни, човешки и съзерцателни тоналности. Малка част от елегантността липсва, но тя се заменя от съзнанието на човек, сега осъзнал света около себе си и наясно със социалните и политически обстоятелства на Латинска Америка в началото на 20 век.

## Късна работа
Животът на Рубен Дарио между 1907 и 1915 г. е усложнен от непрекъснатото пътуване между Европа и Испанска Америка, последствията от хроничната му невъздържаност и постоянни брачни неприятности, включващи втората му съпруга, с която той отдавна е разделен, и Франсиска Санчес, испанка, която му ражда 3 деца.
Той продължава да пише и публикува поезията си, но по-късно тези томове показват спад в неговите творчески сили: „El Canto Errante“ (1907), „El viaje a Nicaragua“ (главно проза, 1909), и „Poema del otoño“ (1910).
Почива в Леон, Никарагуа, на 6 февруари 1916 г.